# 佐治·彌敦
佐治·蒙塔格·彌敦（英語：George Montague Nathan，1895年1月20日—1937年7月16日）是西班牙國際縱隊的英國志願兵。

## 外部連結
- 佐治·蒙塔格·彌敦 （页面存档备份，存于）在TheAuxiliaries.com